# 10-та парашутна дивізія (Третій Рейх)
10-та парашу́тна диві́зія (нім. 10. Fallschirmjäger-Division) — парашутна дивізія, з'єднання в складі повітряно-десантних військ Німеччини часів Другої світової війни.

## Історія
Наказ на формування 10-ї парашутної дивізії був відданий 24 вересня 1944 року, однак виконання його було перенесене на 15 жовтня 1944. 10-й парашутно-розвідувальний батальйон був переданий до складу сухопутних військ з 1 лютого 1945 року.
Врешті-решт дивізія була сформована 1 березня 1945 року в районі австрійського міста Грац з великої кількості різнорідних частин та формувань, в тому числі за основні компоненти знов створеної дивізії були взяти по 1 батальйону з 1-ї та 4-ї парашутних дивізій, що билися в Італії. Вони прибули до району формування дивізії 8 квітня 9-ма залізничними ешелонами з Північної Італії.
На 17 квітня 1945 року 10-та парашутна дивізія нараховувала 10 700 військовослужбовців.
У складі 24-го армійського корпусу дивізія вела бойові дії в районі Граца до травня 1945 року до моменту своєї капітуляції Червоній армії в районі Їглава (Південна Чехія/Моравія).

## Райони бойових дій
- Австрія та Чехословаччина (березень — травень 1945)

## Склад дивізії
| Бойовий склад 10-ї пдд | |
| Постійні               | |
| березень 1945          | - штаб дивізії; - 28-й парашутний полк (нім. Fallschirm-Jäger-Regiment 28) - 29-й парашутний полк (нім. Fallschirm-Jäger-Regiment 29) - 30-й парашутний полк (нім. Fallschirm-Jäger-Regiment 30) - 10-й артилерійський полк (Fallschirm-Artillerie-Regiment 10) - 10-й протитанковий батальйон (Fallschirm-Panzer-Jäger-Abteilung 10); - 10-й саперний батальйон (Fallschirm-Pionier-Bataillon 10); - 10-й медичній батальйон (Fallschirm-Sanitäts-Abteilung 10); - 10-те дивізійне командування підтримки (Kommandeur der Fallschirm-Jäger-Division Nachschubtruppen 10) |
| Непостійні             | |
| до 1 лютого 1945       | - 10-й парашутно-розвідувальний батальйон (Fallschirm-Luftnachrichten-Abteilung 10); |

## Командири дивізії
- генерал-лейтенант Густав Вільке (нім. Gustav Wilke) (10 березня — квітень 1945);
- оберст Карл-Гайнц фон Гофманн (нім. Karl-Heinz von Hofmann) (квітень — 8 травня 1945).